# Laufwerk (Eisenbahn)

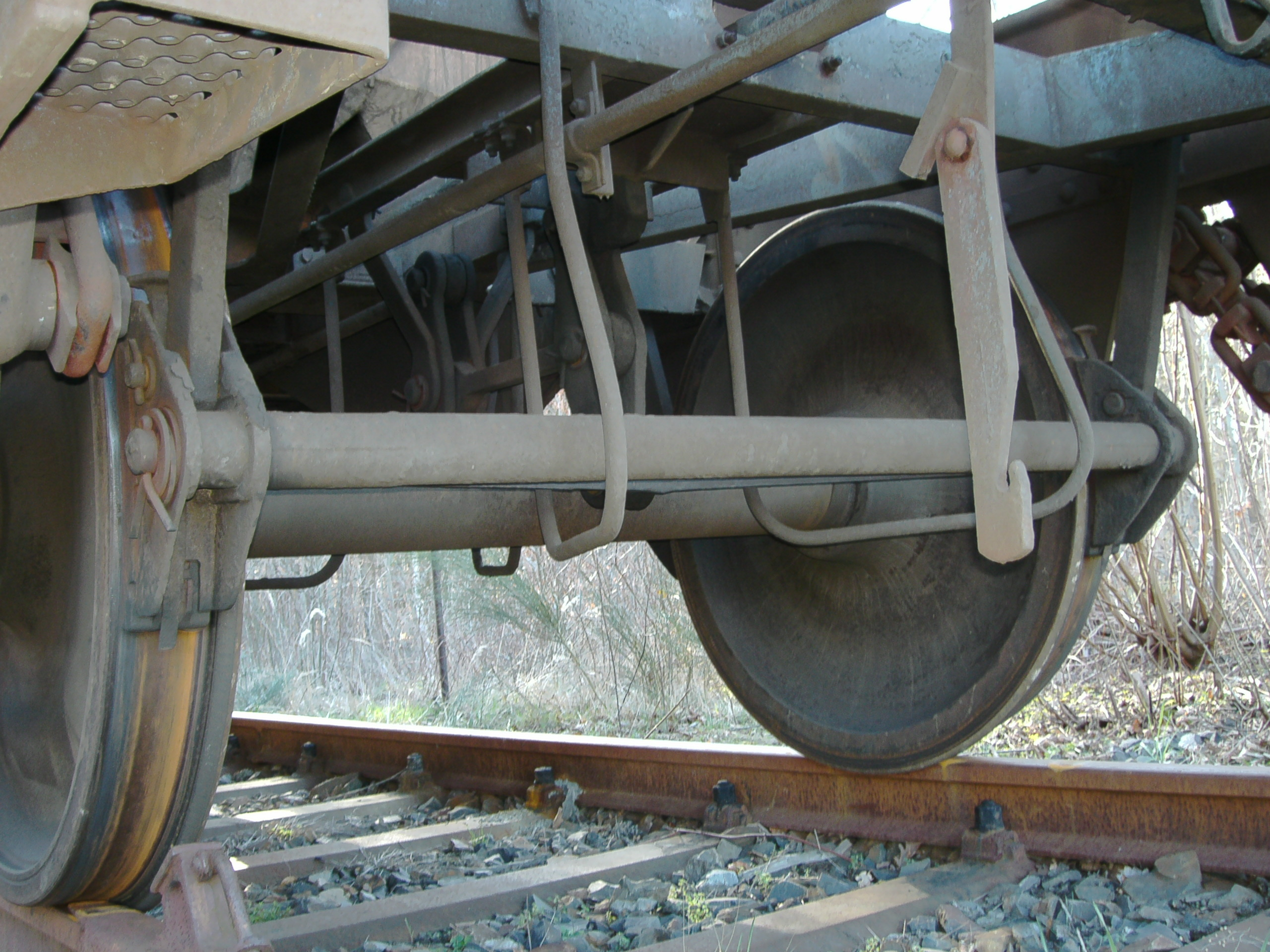
Einzelachslaufwerk an einem Selbstentladewagen

Das Laufwerk ist der Teil eines Schienenfahrzeugs, der dieses trägt und im Gleis führt. Es überträgt die Kräfte infolge der Eigenmasse und der Nutzmasse, sowie Antriebs- und Bremskräfte vom Fahrzeug auf das Gleis. Es besteht aus den Radsätzen, den Radsatzlagern, der vertikalen Radsatzführung und den tragenden Federn.

## Laufwerksanordnungen
Im Laufe der Zeit wurden im Schienenfahrzeugbau verschiedenste Laufwerksanordnungen entwickelt.
Bei kurzen und leichten Fahrzeugen, bei denen zwei oder drei Radsätze zum Tragen der Fahrzeugmasse ausreichen, werden diese direkt über die Lager und Tragfedern mit dem Wagenkasten verbunden. Um aber mit längeren Fahrzeugen auch enge Gleisbögen befahren zu können, wird i. d. R. der vordere Radsatz als Lenkradsatz gestaltet. Dieser Radsatz dreht sich am Fahrzeugaufbau so, dass sich seine Achsrichtung der radialen Richtung des Gleisbogens nähert.
Bei Fahrzeugen mit mehr als drei Radsätzen werden diese meistens nicht mehr direkt mit dem Fahrzeugaufbau, sondern über zwei zwischengefügte und an diesem drehbar gemachte Drehgestellen verbunden. In einem solchen Drehgestell selbst sind je zwei oder drei Radsätze gelagert. Durch den relativ kurzen Abstand zwischen den in Drehgestellen nicht-lenkbar angeordneten Radsätzen verbessert sich die Bogenläufigkeit am besten. Zwischen einem Drehgestell und dem Fahrzeugaufbau befindet sich eine weitere elastische vertikale Radsatzführung. Deren sekundäre Federn verbessern die Laufruhe des Fahrzeugs.

## Störbewegungen
Aufgrund von Erregerschwingungen (z. B. durch den Sinuslauf aufgrund des Spurspiels zwischen Radsatz und den Schienen) und Kräften (z. B. durch Schienenstöße oder -brüche, Gleislagefehler usw.) führt das das Fahrzeug so genannte Störbewegungen aus, die die Laufsicherheit und -güte eines Schienenfahrzeugs beeinträchtigen. Dazu zählen die Translationsschwingungen entlang der Achsen des fahrzeugfesten Bezugssystems und die Rotationsschwingungen um die Achsen. Zu den Translationsschwingungen gehören das Zucken (in Fahrzeuglängsrichtung), das Querschwingen (in Fahrzeugquerrichtung) und das Tauchen (in vertikaler Richtung). Die Rotationsschwingungen beinhalten das Wanken (um die Fahrzeuglängsachse), das Nicken (um die Fahrzeugquerachse) und das Schlingern (um die Hochachse). In der Regel überlagern sich die einzelnen Störbewegungen.
Die Ausführung des Laufwerks hat dabei einen wesentlichen Einfluss auf die auftretenden Störbewegungen. So neigen beispielsweise Fahrzeuge mit einem kurzen Radstand zum Schlingern. Die anregenden Schwingungen sind häufig von der Geschwindigkeit des Schienenfahrzeugs abhängig, d. h. die Frequenz steigt mit der Geschwindigkeit. Fallen diese erregenden Schwingungen mit den Eigenfrequenzen des Fahrzeugs zusammen, kann es zum Aufschaukeln des Fahrzeugs kommen. Dadurch kann z. B. der Sinuslauf des Fahrzeugs in einen Zickzacklauf übergehen. In Abhängigkeit von der Erregerfrequenz und der Eigenfrequenz des Fahrzeugs unterscheidet man unterkritische und überkritische Laufwerke. Bei unterkritischen Laufwerken ist die Eigenfrequenz des Fahrzeugs so hoch, dass das Schienenfahrzeug bei seiner zulässigen Höchstgeschwindigkeit diese kritische Geschwindigkeit noch nicht erreicht hat. Fahrzeuge mit einem unterkritischen Laufwerk haben in der Regel bis zu einer Geschwindigkeit von 65 bis 70 km/h eine akzeptable Laufgüte, die darüber mit zunehmender Geschwindigkeit abnimmt. Bei einem überkritischen Laufwerk hingegen wird die Eigenfrequenz bei einer niedrigen Geschwindigkeit (typischerweise 30 bis 40 km/h) durchlaufen, so dass der dort auftretende Resonanzfall mit Schwingungsanschläge und Dämpfungselemente gut beherrschbar ist. Bei höheren Geschwindigkeiten nimmt die Laufgüte zu.

## Anlaufwinkel
Der Anlaufwinkel ist der Winkel, den die Fluchtlinie des Spurkranzes eines Eisenbahnrades mit der Mittelachse der Schiene bildet. Bei relativ starren Laufwerken läuft das bogenäußere vordere Rad in der Regel mit dem Anlaufwinkel an der Schiene an und wird durch die Richtkraft in tangentialer Richtung zurück gedrückt, wodurch ein Quergleiten entsteht.
Mit zunehmendem Anlaufwinkel steigt der Verschleiß der Spurkränze und die Entgleisungsgefahr. Laufwerke werden daher so ausgelegt, dass sich die Radsätze möglichst radial in den Bogen stellen, wodurch der Anlaufwinkel klein ist und somit ein zwangsfreies Befahren von Bögen möglich ist. Neben dem Bogenradius ist der Achsstand der wesentliche Einflussfaktor auf den Anlaufwinkel, kurze Achsstände bedingen kleine Anlaufwinkel bei Bogenfahrten.